# محمد تقي التستري
الشيخ محمد تقي بن محمد كاظم بن محمد علي بن جعفر التستري أو الشوشتري (1320 هـ - 1415 هـ). هو رجل دين وفقيه شيعي إيراني من أهل تستر التي هي معرّب شوشتر كما يسمّيها الفرس، وهو من أحفاد الفقيه الشيعي المعروف في زمانه جعفر التستري صاحب الخصائص الحسينية.

## أساتذته
من بين أساتذته: أبوه الشيخ محمّد كاظم، علي أصغر الحكيم، السيّد حسين النوري، محمّد علي الإمام، مهدي آل الطيّب الجزائري و السيّد محمّد تقي شيخ الإسلام.

## مؤلفاته
للشوشتري مؤلفات عديدة أكثرها باللغة العربية، ومنها:
| - قاموس الرجال. موسوعة رجالية بصورة النقد لكتاب تنقيح المقال للمامقاني. - بهج الصباغة في شرح نهج البلاغة. شرح موضوعي على كتاب نهج البلاغة الذي جمعه الشريف الرضي من الخطب والكلمات المنسوبة لعلي بن أبي طالب. - النجعة في شرح اللمعة. شرح على كتاب اللمعة الدمشقية. - الأخبار الدخيلة. | - قضاء أمير المؤمنين. تُرجم إلى الفارسية، والروسية، ووالأذرية. - رسالة سهو النبي. - جوامع أحوال الأئمة. - آيات بينات في حقيقة بعض المنامات. - الأوائل. |